# Grímur Kamban
Según la saga Færeyinga, Grímur Kamban (en Nórdico antiguo Grímr y en la literatura inglesa Grim, n. 756) fue el primer hombre que puso un pie en las Islas Feroe.
La saga explica que era un joven vikingo que escapaba de la tiranía del rey Harald I de Noruega. No obstante, debe ser un error de fechas ya que el reinado del rey Harald corresponde a finales del siglo IX mientras que los primeros asentamientos de las islas se remontan a principios del año 825 d. C. Por otro lado, el nombre Kamban induce a un origen céltico por lo que se desprende que pudo ser un escandinavo del reino de Dublín, Mann o los territorios vikingos de las Islas del Norte. Otra teoría sostiene que pudo ser uno de los primeros noruegos convertidos al Cristianismo bajo influencia de los monjes irlandeses en la zona.
Según la saga Faereyinga... el primer colono en sentarse en las Islas Feroe fue un hombre llamado Grímur Kamban - Hann bygdi fyrstr Færeyar, que junto a sus seguidores obligó a los anacoretas (papar) al abandono de sus emplazamientos. El apodo Kamban tiene probablemente un origen gaélico y una interpretación es que se refiera a cierta malformación física, aunque también puede referirse a una condición atlética y valor como deportista. Es bastante probable que fuera un joven procedente de la Irlanda vikinga  y según la tradición local su asentamiento estuvo en Funningur, Eysturoy.
Si el origen era gaélico, la primera sección de la palabra Kamban podía tener origen en el gaélico antiguo "camb" (que se encuentran en los nombres escoceses Campbell Caimbeul boca torcida y Cameron; Camshròn nariz torcida). La palabra Kamban en sí misma podría tener su origen en cambán (en irlandés camán, gaélico escocés caman y gaélico manés camane), que se puede traducir remotamente como "tullido". Sin embargo puede tener una referencia deportiva como camb del término cambóg, que se refiere a un tipo de stick como los que se usan en juegos como el hurling, hockey y el golf.
Otra posibilidad pudiera hacer referencia a la influencia de monjes irlandeses o papar, que según algunas sagas ya estaban asentados en las Islas Feroe desde el 625 d. C. y que abandonaron las zonas susceptibles a incursiones vikingas según Dicuil, un monje irlandés del siglo IX (825 d. C.), quien habló del peregrinar de los hombres santos hacia las tierras del norte. Por lo tanto, deberíamos hablar de un reasentamiento en las islas.
La saga de Njál cita a Gudmundur Eyjólfsson, un influyente bóndi de Islandia en el siglo X, como descendiente de Grímur.

## Herencia
Grímur tuvo un hijo, Þorsteinn Grímsson (n. 786) que también permanecería como colono en el archipiélago feroés.